# Soviel Wind und keine Segel
Soviel Wind und keine Segel ist ein Spielfilm des Fernsehens der DDR aus dem Jahr 1982 unter der Regie von Norbert Büchner. Die Filmkomödie wurde am 15. Juni 1982 im zweiten Programm des DDR-Fernsehens erstmals ausgestrahlt.

## Handlung
Die Wassersportfreunde einer landwirtschaftlichen Produktionsgenossenschaft an der Küste sind entschlossen, ein hochseetaugliches Segelboot zu erwerben. Leider treffen sie bei dem Vorstand auf Desinteresse. Lediglich der Hauptbuchhalter Irma (Renate Reinecke) zeigt Interesse an dem Segelsport und insbesondere an dem Freizeitkapitän Ali (Günter Schubert). Als plötzlich ein Minister (Erik S. Klein) seinen Besuch ankündigt, entwickelt Irma einen Plan, um die Segler zu unterstützen. 
Um den Minister positiv zu stimmen, soll rasch eine Betriebssportgemeinschaft gegründet werden, und die Schaffung einer Segelabteilung scheint ideal dafür. Doch der Vorsitzende Scheffel (Jürgen Zartmann) bleibt weiterhin ablehnend und plant sogar, den Lagerraum der Segler umzuwidmen. Erst als der Minister Gefallen an dem für ihn kurzfristig organisierten Segeltörn findet, kommt Bewegung in die Situation.

## Produktion
- Das eingesetzte Bildformat ist 1,33:1 (4:3).
- An der Produktion des Films waren laut Abspann weiterhin folgende Personen beteiligt:
  - Dramaturgie: Hildegard Tetzlaff-Urban
  - Szenenbild: Wolfram Gast
  - Kostüme: Martina Sudikatus
  - Maske: Gabriele Lah, Brigitte Rataj
  - Requisite: Wolfgang Zipfel, Gerald Boge
  - Schnitt-Assistenz: Renate Kucke
  - Ton: Rudolf Woska, Gunnar Kühnemann
  - Komplexbrigade: Siegfried Bartels
  - Kamera-Assistenz: Frank Ullmann, Tilo Luthardt
  - Regie-Assistenz: Beate Biermann
  - Aufnahmeleitung: Fritz Schielke, Bernd Leinhos, Ingrid Meinecke
  - Produktionsleitung: Horst Bauer
- Für die freundliche Unterstützung wird im Abspann gedankt:
  - dem Vorstand und allen Seglern der BSG Einheit, Sektion Segeln Ueckermünde
  - dem VEG Tierproduktion Finowfurt

## DVD-Veröffentlichungen
- 2017: Soviel Wind und keine Segel (DVD aus der Reihe: DDR TV-Archiv, Icestorm Entertainment / Edel-Verlag, Laufzeit 66 Minuten, FSK 0, Erscheinungstermin: 20. April 2017, EAN: 4028951492756)